# Christine Lagarde
Christine Madeleine Odette Lagarde z domu Lallouette (ur. 1 stycznia 1956 w Paryżu) – francuska polityk, prawniczka. Minister w kilku rządach, pierwsza kobieta na stanowisku ministra finansów w państwach wchodzących w skład G8. Od 2011 do 2019 dyrektor zarządzający Międzynarodowego Funduszu Walutowego, będąca również pierwszą kobietą sprawującą tę funkcję. Od 2019 prezes Europejskiego Banku Centralnego.

## Życiorys
Córka Nicole i Roberta. Jej ojciec miał pochodzenie żydowskie, podczas studiów konwertował się na katolicyzm. Oboje rodzice pracowali jako nauczyciele.
Uczęszczała do liceum profilowanego w Hawrze i Holton-Arms School w Bethesda w USA. Została następnie absolwentką prawa na Université Paris-Nanterre. Ukończyła podyplomowe studia w zakresie prawa pracy, a także uzyskała magisterium w zakresie języka angielskiego.
Pracę zawodową rozpoczęła jako doradca kongresmena Williama Cohena. W 1981 dołączyła do kancelarii prawnej Baker & McKenzie, gdzie przechodziła przez kolejne szczeble w firmowej hierarchii. W 1991 została mianowana na stanowisko prezesa filii korporacji w Paryżu. W 1995 bez powodzenia ubiegała się o prezesurę całej firmy. Została wybrana na to stanowisko w 1999. Podczas jej urzędowania zysk przedsiębiorstwa wzrósł o ponad 30%. W 2002 ponownie powierzono jej stanowisko prezesa.
W 2005 Christine Lagarde objęła stanowisko ministra delegowanego ds. handlu zagranicznego w rządzie Dominique’a de Villepin, które zajmowała do 2007. W okresie pełnienia tej funkcji doprowadziła do zmodernizowania sektora handlowego, a także otworzyła nowe rynki zbytu dla francuskich produktów eksportowych. 18 maja 2007 została ministrem rolnictwa w pierwszym rządzie François Fillona. Po wygraniu wyborów parlamentarnych w tym samym roku przez Unię na rzecz Ruchu Ludowego i utworzeniu drugiego gabinetu tego premiera, Christine Lagarde objęła urząd ministra gospodarki, finansów i zatrudnienia. W 2008 z listy UMP uzyskała mandat radnej paryskiej dwunastej dzielnicy.
W trzecim gabinecie François Fillona, który powstał jesienią 2010, została ministrem gospodarki, finansów i przemysłu.
28 czerwca 2011 została powołana na dyrektora zarządzającego Międzynarodowego Funduszu Walutowego, dzień później odeszła z funkcji ministerialnej. W tym samym roku wszczęto śledztwo, w którym badany jest wątek udziału Christine Lagarde w przekazaniu do prywatnego (a nie państwowego) arbitrażu sporu pomiędzy jednym z banków (należących w części do skarbu państwa), a przedsiębiorcą Bernardem Tapie. W toku tego postępowania m.in. przeszukano jej mieszkanie. W 2016 francuski sąd uznał ją za winną zaniedbań, odstąpił jednocześnie od wymierzenia kary.
19 lutego 2016 została po raz drugi wybrana na dyrektora zarządzającego MFW. W lipcu 2019 została desygnowana na prezesa Europejskiego Banku Centralnego z kadencją od 1 listopada tegoż roku. We wrześniu zakończyła w związku z tym pełnienie funkcji w Międzynarodowym Funduszu Walutowym.

## Odznaczenia i wyróżnienia
Odznaczona Legią Honorową V klasy.
W 2008 została umieszczona na 14. miejscu listy 100 najbardziej wpływowych kobiet świata, sporządzonej przez magazyn „Forbes”. W 2009 została uznana przez „Financial Times” najlepszym ministrem finansów w Europie, co stanowiło docenienie kondycji gospodarki Francji w czasie globalnego kryzysu gospodarczego. W 2016 wraz z innymi kobietami została wyróżniona tytułem „Women of the Year” magazynu „Glamour”.